# Ivan Yates (Politiker)
Ivan Yates (* 1. Oktober 1959 in Enniscorthy, County Wexford) ist ein irischer Politiker der Fine Gael.

## Biografie
Der Landwirt und Geschäftsmann Ivan Yates begann seine politische Laufbahn als Kandidat der Fine Gael 1981 mit der erstmaligen Wahl ins Unterhaus (Dáil Éireann). Dort vertrat er nach sechs darauf folgenden Wiederwahlen bis 2002 den Wahlkreis Wexford. Während dieser Zeit war er von 1990 bis 1994 Sprecher der Opposition für Finanzpolitik.
Nach dem Wahlsieg der Fine Gael wurde er am 15. Dezember 1994 von Premierminister (Taoiseach) John Bruton zum Minister für Landwirtschaft, Ernährung und Forstwirtschaft ernannt und behielt dieses Amt bis zum Ende von Brutos Regierungszeit am 26. Juni 1997.